# Галатас (Тризиния)
Галата́с (греч. Γαλατάς «молочник») — прибрежный малый город в Греции. Расположен на высоте 23 метра над уровнем моря, на юго-востоке области Арголида полуострова Пелопоннес, на берегу залива Сароникос, в 300 метрах от города Порос, в 67 километрах к юго-востоку от Коринфа и в 56 километрах к юго-западу от Афин. Административный центр общины Тризиния-Метана в периферийной единице Острова в периферии Аттике. Население города составляет 2195 человек по переписи 2011 года.
Город создан в 1899 году (ΦΕΚ 251Α).

## Транспорт

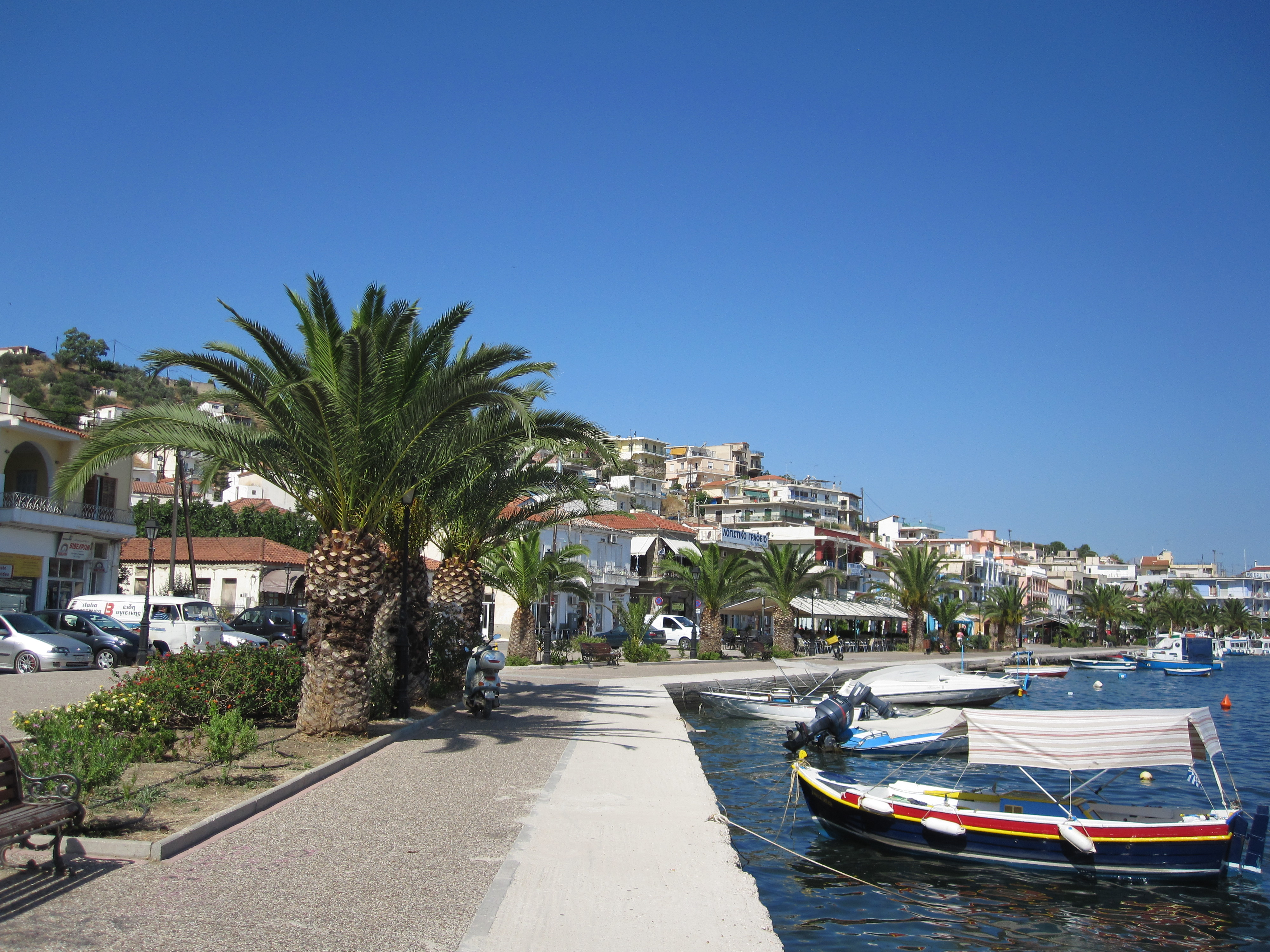
Набережная Галатаса

Ежедневное сообщение с городом Порос осуществляется посредством небольших паромов-такси, курсирующих до глубокой ночи. С городом Метана и другими населёнными пунктами Пелопоннеса Галатас связан региональными дорогами.

## Сообщество Галатас
Сообщество создано в 1912 году (ΦΕΚ 262Α). В сообщество входит четыре населённых пункта. Население 2522 человека по переписи 2011 года. Площадь 41,401 квадратного километра.
| Населённый пункт | Население (2011), человек |
| ---------------- | ------------------------- |
| Айия-Сотира      | 302                       |
| Влахеика         | 16                        |
| Галатас          | 2195                      |
| Сароник          | 9                         |

## Население
| Год  | Население, человек |
| ---- | ------------------ |
| 1991 | 2189               |
| 2001 | 2562               |
| 2011 | ↘ 2195             |